# 潘文聽
潘文聽（1924年5月31日—2011年7月9日），越南共和國外交官，曾任越南共和國駐聯邦德國大使館代辦、越南共和國駐美國大使館副館長。1975年後在美國參與自由越南革命政府和自由越南臨時政府等流亡組織的活動，此外還擔任過華盛頓特區廣治聯誼會會長。

## 生平
1924年5月31日，潘文聽出生於越南廣治省。潘文聽的父親潘文譆（越南语：／）是一位儒學家、醫生和詩人，出身於廣治省顏瓢村（今屬廣治省肇豐縣肇上社），越南國時期曾出任阮文心政府退伍和傷殘軍人事務總長。
1945年，潘文聽加入大越維民黨。
1945年3月至1947年1月，潘文聽被法國人以反法爲由拘禁。
1949年至1956年間，潘文聽赴法留學，獲得了法律學士學位和經濟學、法律博士學位。1954年，潘文聽在巴黎獲得法律博士學位。同年，潘文聽擔任越南共和國在歐洲和日內瓦會議的特別助理。
1956年至1963年間，潘文聽擔任越南共和國駐英國大使館參贊。
1963年10月8日，潘文聽到任越南共和國駐聯邦德國大使館代辦，並擔任該職務至1964年。
1965年至1966年，潘文聽擔任越南共和國外交部秘書長。1966年至1970年，出任越南共和國駐瑞士大使。
1970年至1973年，擔任越南共和國外交部美洲政治司司長。1973年至1975年間，潘文聽出任越南共和國駐美國大使館副館長。
1975年越南共和國滅亡後，潘文聽流亡海外。1995年，潘文聽加入自由越南革命政府，擔任法律顧問。1997年8月15日，阮有政成立自由越南聯盟，潘文聽是該黨派的創始黨員，也是該黨派的領導委員會中央委員。
1998年，潘文聽擔任自由越南革命政府國家學院院長。2003年1月19日，潘文聽成爲自由越南臨時政府國家學院院長。
2011年7月9日，潘文聽在美國華盛頓特區逝世，享壽88歲。

## 個人生活
潘文聽是佛教徒，與妻子育有一個孩子。

## 榮譽
- 越南共和國勞動佩星[2]
- 中華民國景星勳章[1][2]